# Abraham Martin
Abraham Martin, dit l'Écossais (France, 1589 - Québec, 8 septembre 1664) était un propriétaire terrien de Québec. Son nom est attaché aux plaines d'Abraham où eut lieu la célèbre bataille en 1759.

## Biographie
Arrivé en Nouvelle-France vers 1620, quelques années après la fondation de la ville de Québec, le pêcheur et pilote du Saint-Laurent Abraham Martin dit l'Écossais reçoit douze arpents de terre en 1635 directement de la Compagnie de la Nouvelle-France. En 1645, le colon reçoit vingt arpents supplémentaires du sieur Adrien Du Chesne. Ainsi, il fait paître ses bêtes de la rivière Saint-Charles (vers la Pointe-aux-Lièvres) jusqu'à l'actuelle Grande Allée. Après la mort d'Abraham, les terres sont vendues aux Ursulines,.
Abraham Martin aurait par ailleurs subi un procès pour viol en 1649, à la suite duquel il fut emprisonné le 15 février 1649.

## Toponymie
Il semble bien que l'utilisation du nom soit à la fois populaire et militaire. Le nom d'Abraham apparaît dans la toponymie de Québec dès le régime français. Des actes notariés des XVIIe et XVIIIe siècles font référence à la côte d'Abraham et un plan de 1734 localise même avec précision une rue d'Abraham. Les premières mentions du toponyme sont référencés dans des documents militaires. On parle alors, dans les journaux du chevalier de Lévis et du marquis de Montcalm, des hauteurs d'Abraham. Dans les journaux de soldats britanniques, on retrouvera dans les jours entourant la bataille des plaines d'Abraham les mentions « Heights of Abraham » ou « Plains of Abraham ».

## Monument Abraham-Martin

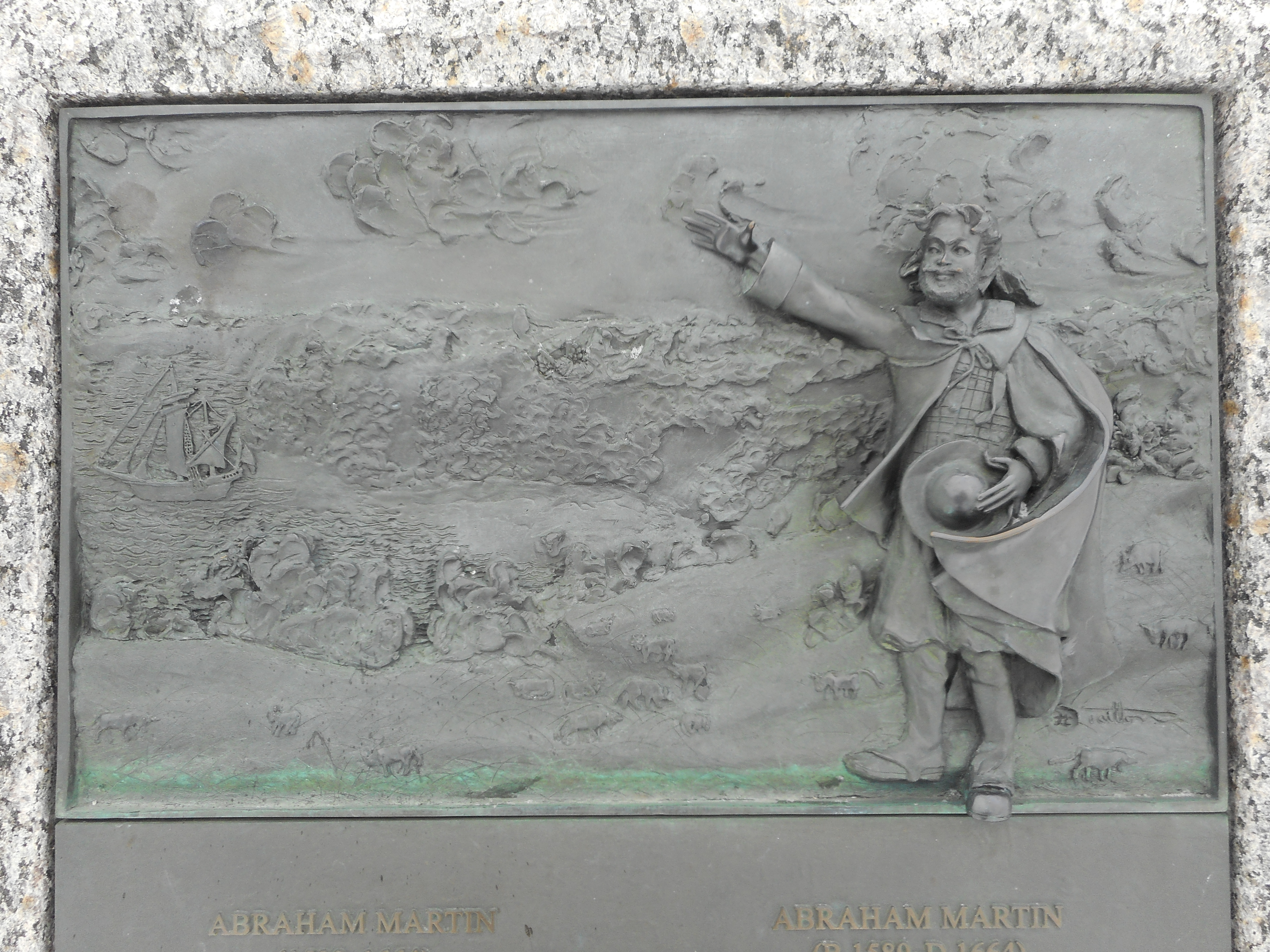
Monument

Sur les plaines d'Abraham, à l'angle de la promenade des Gouverneurs et avenue du Cap-aux-Diamants, a été érigé en 2008 le monument Abraham-Martin conçu par Nicole Taillon. On peut lire sur la plaque : « Abraham Martin (1589-1664) arriva en Nouvelle-France vers 1620. Il fit paître son troupeau sur des terres des Ursulines, qui furent désignées Plaines d'Abraham. Au XVIIIe siècle, des documents militaires officilialisèrent ce toponyme, encore couramment utilisé. »

## Postérité
Déjà, vers 1800, le couple formé de Abraham Martin et Marguerite Langlois arrivait au 6e rang au Québec pour le nombre de descendants mariés.